# Bronzekopfamazilie
Die Bronzekopfamazilie (Chlorestes candida, Syn.: Amazilia candida) ist eine Vogelart aus der Familie der Kolibris (Trochilidae). Die Art hat ein großes Verbreitungsgebiet, das die nord- und mittelamerikanischen Länder Mexiko, Belize, Guatemala, Honduras und Nicaragua umfasst. Der Bestand wird von der IUCN als „nicht gefährdet“ (least concern) eingeschätzt.

## Merkmale
Die Bronzekopfamazilie erreicht eine Körperlänge von etwa 9 bis 9,5 cm, wobei die Männchen ca. 3,8 g und die Weibchen 3,4 g schwer werden. Der kurze gerade Schnabel besteht aus schwarzem Oberschnabel und rötlichem Unterschnabel mit schwarzer Spitze. Der Oberkopf, der Nacken und die Oberseite sind smaragdgrün, die Färbung an Bürzel und Oberschwanzdecken wirkt allerdings deutlich stumpfer. Die Ohrdecken sind grün mit einem postokularen (d. h. hinter dem Ohr) weißen Fleck. Die Kehle und die Unterseite sind weiß, Nackenseite und Brustflanke grün gefleckt. Der Schwanz ist graugrün bis bronzefarben, wobei die äußeren Steuerfedern ein dunkles subterminales Band mit hellgrauen Sprenkeln aufweisen. Es besteht kein Geschlechtsdimorphismus.

## Verhalten
Bronzekopfamazilien sitzen und suchen ihre Nahrung praktisch in allen Straten. Oft fliegen sie die gleichen Blumen der unteren Straten an, die auch die Braunschwanzamazilie als Nektarquelle bevorzugt.

## Verbreitung und Lebensraum
Bronzekopfamazilien leben in feuchten immergrünen bis halbimmergrünen Wäldern sowie an deren Rändern. Sie bewegen sich in Höhenlagen, die von Meereshöhe bis 1500 Meter reichen. Nördlich des Isthmus von Tehuantepec kommen sie vor allem in den Vorgebirgen vor. Im Winter zieht ein Teil der Population auf der Pazifikseite nach Oaxaca südlich der Meerenge und in den westlichen Teil Chiapas.

## Lautäußerungen
Die Rufe der Bronzekopfamazilien variieren zwischen hohem, dünnen und schrillen Gezwitscher, das sich wie tsi'si-sit, tsi-tsin anhört und in zwei Phasen bis zu vier Mal wiederholt wird. Gelegentlich geben sie ein wiederholendes syikk, syik, siyk, syik oder ein monotones hohes pipsiges tsi-ip, tsi-ip von sich. Der Ruf klingt meist wie ein rollendes erregtes Zirpen, das wie tsirr und ti-ti oder ti-tsir und länger driii-i-i-it bzw. tsi-si-si-si-sit klingt.

## Fortpflanzung
Die Brutzeit ist von Februar bis Mai.

## Unterarten
Es sind drei Unterarten bekannt:

Verbreitungsgebiet der Bronzekopfamazilie

- Chlorestes candida genini (Meise, 1938)[4]  – Diese Unterart kommt an den karibischen Hängen im Südosten Mexikos vor. Im Unterschied zur Nominatform hat sie längere Flügel und auch der Schnabel ist etwas größer.[4]
- Chlorestes candida candida (Bourcier & Mulsant, 1846)[5] – Die Nominatform kommt an den pazifischen Hängen im Südosten Mexikos bis nach Nicaragua vor.
- Chlorestes candida pacifica (Griscom, 1929)[6] – Diese Subspezies ist auf der Halbinsel Yucatán bis in den Süden Guatemalas verbreitet. Sie ist etwas größer als die Nominatform. Ihre Seiten und Flanken sind merklich grüner.[6]

## Etymologie und Forschungsgeschichte
Jules Bourcier und Étienne Mulsant beschrieben die Bronzekopfamazilie unter dem Namen Trochilus candidus. Das Typusexemplar stammte aus Cobán in Guatemala. Im Jahr 1854 führte Ludwig Reichenbach den neuen Gattungsnamen Chlorestes für die Zimtbauchamazilie (Syn: Ornysmia cinnamomea) ein. Chlorestes ist ein griechisches Wortgebilde aus χλωρός chlōrós für „grün“ und ἐσθής, ἐσθῆτος esthḗs,esthḗtos für „Kleid, Kleidung“. Das Artepitheton candidus ist das lateinische Wort für „glitzernd weiß“. Genini ist dem französisch-mexikanischen Unternehmer, Archäologen, Ethnographen und Sammler Auguste Alexis Manuel Génin (1862–1931) gewidmet. Pacifica leitet sich vom lateinischen pacificus für „friedlich“ ab, ein Name den Ferdinand Magellan für den Pazifischen Ozean verwendete. Ludlow Griscom verwendete den Namen, weil die Unterart an den zum Pazifik gerichteten Berghängen vorkommt.